# Loiré-sur-Nie
Loiré-sur-Nie – miejscowość i gmina we Francji, w regionie Nowa Akwitania, w departamencie Charente-Maritime.
Według danych na rok 1999 gminę zamieszkiwało 290 osób, a gęstość zaludnienia wynosiła 20 osób/km² (wśród 1467 gmin regionu Poitou-Charentes Loiré-sur-Nie plasuje się na 679. miejscu pod względem liczby ludności, natomiast pod względem powierzchni na miejscu 625.).